# ليس سرابا (مسلسل)
ليس سراباً هو مسلسل سوري من إنتاج شركة سورية الدولية للإنتاج الفني لعام 2008.

## فريق العمل

### الممثلون
شارك بالعمل الكثير من الفنانين السوريين منهم:
- عباس النوري
- سلوم حداد
- كاريس بشار
- سلافة معمار
- ندين تحسين بيك
- لورا أبو أسعد
- وائل شرف
- جلال شموط
- شكران مرتجى

### غرافيك
برهان الحسان
م.ربيع تيران

### تأليف
فادي قوشقجي

### إخراج
المثنى صبح

## القصة
يتناول العمل قصة كاتب درامي (جلال) ذو الأفكار العلمانية، وصداقته الوطيدة مع (ميشيل) صديق طفولته، الذي كان يعمل في المحاماة ثم انتقل للعمل الصحفي بإنشاء مجلة خاصة به يتناول فيها موضوعات مجتمعية بشكل جريء مما يعرضه للكثير من الانتقادات.
إضافة إلى مسائل متعلقة بفصل الدين عن الحياة المدنية والسياسية للمجتمع من خلال قصة حب تجمع بين رجل وامرأة من ديانتين مختلفتين: جلال (المسلم) وحنان (المسيحية)، والتي تنتهي بزواج سري حتى وفاة جلال المفاجئة.
يركز خلال أحداثه على مسألتين أساسيتين من المسائل المتعلقة بالعلمانية هما مسألة المطالبة بقانون أحوال شخصية مدني يبيح الزواج المدني 
ومسألة المطالبة بنظام تعليم مدني يترك للطالب الحق في البحث عن حقيقته الخاصة بدلاً من تلقين «حقيقة» ما محددة له على أنها الحقيقة المطلقة بالإضافة لقضايا متعلقة بالفساد السياسي والاجتماعي الخ...
يسلط المسلسل الضوء على درجات التدين الإسلامي والمسيحي، بين متدينين ومتشددين، وكيف ينعكس هذا على الحالة المجتمعية العربية، ويُظهر العمل اختلافات التيارات الفكرية وكيفية تأثير تنوعها على المجتمع العربي عموماً، كما ويتحدث عن «جرائم الشرف» وحالة العرب والمسلمين في أوروبا في ظل الأوضاع السياسية الحالية في البلاد الإسلامية.